# Écozone paléarctique : plantes à graines par nom scientifique (AR)
| AC 
| AL
| AN 
| AR
| AS |

## A

### Ar

#### Ara
- Arabidopsis - fam. Brassicacées
  - Arabidopsis suecica
  - Arabidopsis thaliana - Arabette des dames

- Arabis - fam. Brassicacées
  - Arabis albida - Arabis
  - Arabis alpina -  Arabis alpin ou « Arabette alpine »
  - Arabis blepharophylla - photo
  - Arabis caucasica - Arabis du Caucase - photo
    - Arabis caucasica hedi - photo
    - Arabis caucasica plena - photo

  - Arabis drummondii -  Arabis de Drummond
  - Arabis ferdinandi-coburgii - photo
    - Arabis ferdinandi-coburgii variegata

  - Arabis hirsuta -  Arabis hirsute

- Arachis - fam. Fabacées ou Légumineuses
  - Arachis hypogaea - Arachide ou « Cacahouète » ou « Cacahuète »

- Arachnis - fam. Orchidacées

- Aralia - fam. Araliacées (arbuste)
  - Aralia chinensis - Aralie de Chine - photo
  - Aralia continentalis - photo
  - Aralia cordata - photo
  - Aralia elata - Aralie du Japon - photo1, photo2
    - Aralia elata aureovariegata - photo
    - Aralia elata variegata - photo

  - Aralia glabra
  - Aralia mandshurica
  - Aralia racemosa - Salsepareille
  - Aralia spinosa - Aralie épineuse - photo
  - Aralia trifolium ou Panax trifolium - Ginseng à trois folioles

- Aranda - fam. Orchidacées

- Aranthera - fam. Orchidacées

- Arapatiella

- Araucaria - fam. Araucariacées (arbre à feuillage persistant)
  - Araucaria araucana - photo
  - Araucaria heterophylla - Araucaria élevé ou « Pin de l'Île Norfolk »

- Arauja - (liane grimpante)
  - Arauja sericofera

#### Arb
- Arbutus - fam. Ericaceae  (Arbuste à fruits comestibles)
  - Arbutus andrachne - Arbousier
  - Arbutus ×andrachnoides - Arbousier
  - Arbutus glandulosa - Arbousier
  - Arbutus menziesii - Arbousier d'Amérique
  - Arbutus unedo - Arbousier - photo
    - Arbutus unedo compacta - photo
    - Arbutus unedo quercifolia
    - Arbutus unedo rubra - photo

  - Arbutus xalapensis - Arbousier

#### Arc
- Arceuthobium
  - Arceuthobium pusillum

- Archontophoenix - fam. Arécacées (palmier)
  - Archontophoenix alexandrae
  - Archontophoenix cunninghamiana

- Arctagrostis
  - Arctagrostis latifolia -  Arctagrostis à larges feuilles

- Arctanthemum
  - Arctanthemum arcticum
    - Arctanthemum arcticum roseum - photo

- Arctium - fam. Astéracées
  - Arctium lappa - Bardane
  - Arctium minus
  - Arctium tomentosum

- Arctostaphylos - fam. Éricacées
  - Arctostaphylos alpina
  - Arctostaphylos uva-ursi - Raisin d'ours ou « Busserole » - photo1, photo2

- Arctotis - fam. Astéracées
  - Arctotis acaulis -  Arctotis acaule
  - Arctotis grandis -  Grand Arctotis

#### Are
- Areca - fam. Arécacées (palmier)
  - Areca catechu

- Aremonia - fam. Rosacées
  -  Aremonia agrimonoides

- Arenaria - fam. Caryophyllacées (plante vivace)
  - Arenaria ciliata - Sabline ciliée
  - Arenaria groenlandica - Sabline du Groenland
  - Arenaria hispanica - Sabline d'Espagne
  - Arenaria modesta - Sabline modeste
  - Arenaria montana - Sabline de montagne photo
  - Arenaria provincialis - Sabline de Provence

- Arenga - fam. Arécacées (palmier)
  - Arenga engleri

- Arenifera
  - Arenifera pillansii
  - Arenifera pungens
  - Arenifera spinescens
  - Arenifera stylosa

- Arethusa
  - Arethusa bulbosa

#### Arg
- Argyranthemum - fam. Astéracées
- Argyranthemum sp. - Marguerite annuelle

#### Ari
- Arisaema
  - Arisaema dracontium

- Arisarum - fam. Aracées
  - Arisarum vulgare

- Aristolochia - fam. Aristolochiacées - (liane)
  - Aristolochia altissima - Grande Aristoloche
  - Aristolochia baetica
  - Aristolochia californica
  - Aristolochia clematitis - Aristoloche
  - Aristolochia clusii - Aristoloche de L'Escluse
  - Aristolochia debilis
  - Aristolochia elegans - Aristoloche élégante
  - Aristolochia gigantis (zone néotropicale)
  - Aristolochia littoralis
  - Aristolochia macrophylla - photo
  - Aristolochia sempervirens
  - Aristolochia triloba (zone néotropicale)

- Aristotelia
  - Aristotelia chilensis - photo

#### Arm
- Armeria - fam. Plumbaginaceae
  - Armeria alpina - Armérie des Alpes
  - Armeria formosa - Armérie de Formose
  - Armeria juniperifolia -
  - Armeria malinvaudii - Armérie de Malinvaud
  - Armeria maritima - Armérie maritime, Gazon d'Espagne ou Gazon d'Olympe (syn. Statice armeria)
    - Armeria maritima subsp. alba
    - Armeria maritima subsp. rosea
    - Armeria maritima subsp. rubrifolia
    - Armeria maritima subsp. splendens
      - Armeria maritima subsp. splendens perfecta

  - Armeria soleirolii - Armérie de Soleirol

- Armoracia - fam. Brassicaceae
  - Armoracia lacustris
  - Armoracia rusticana - Raifort

#### Arn
- Arnica - fam. Astéracées
  - Arnica chamissonis - Arnica - photo
    - Arnica chamissonis foliosa - Arnica

  - Arnica lonchophylla -  Arnica des montagnes
  - Arnica montana - Arnica des montagnes, ou « Herbe à tabac », « Tabac des Vosges », « Tabac des Savoyards », « Souci des Alpes »
  - Arnica mollis - Arnica

- Arnoseris - fam. Astéracées
  - Arnoseris minima Arnoséris minime ou chicorée du mouton

#### Aro
- Aronia
  - Aronia arbutifolia - Aronia - photo
    - Aronia arbutifolia brilliant
    - Aronia arbutifolia erecta - photo
    - Aronia arbutifolia nero

  - Aronia floribunda - Aronia
  - Aronia melanocarpa -  Aronia à fruit noir
    - Aronia melanocarpa aron
    - Aronia melanocarpa brilliant - photo
    - Aronia melanocarpa elata
    - Aronia melanocarpa hugin
    - Aronia melanocarpa karlumakii
    - Aronia melanocarpa nero
    - Aronia melanocarpa serina
    - Aronia melanocarpa viking

  -  Aronia prunifolia
    - Aronia prunifolia aron
    - Aronia prunifolia hugin
    - Aronia prunifolia karhumaeki
    - Aronia prunifolia serina - photo
    - Aronia prunifolia viking

#### Arr
- Arrhenatherum - fam. Poacées ou Graminées
  - Arrhenatherum bulbosum - Avoine à chapelet
    - Arrhenatherum bulbosum variegatum - photo

  - Arrhenatherum elatius

#### Art
- Artemisia - fam. Astéracées ou Composées - photo
  -     - Artemisia arborescens powis

  - Artemisia abrotanum - Armoise aurone
  - Artemisia absinthium - Absinthe
  - Artemisia campestris - Armoise champêtre
  - Artemisia canescens - photo
  - Artemisia dracunculus - Estragon
  - Artemisia lactiflora - photo
  - Artemisia lactiflora guizho - photo
  - Artemisia ludoviciana - Armoise - photo1, photo2
  - Artemisia mutellina - Génépi blanc
  - Artemisia schmidtiana
  - Artemisia stelleriana
  - Artemisia vulgaris - Armoise commune

- Arthrocnemum - fam. Polygonacées
  -  Arthrocnemum fruticosum
  - Arthrocnemum perenne - Salicorne pérenne

- Artocarpus - fam. Moracées (arbre fruitier)
  - Artocarpus altilis - Arbre à pain
  - Artocarpus integrifolia - Jacquier

#### Aru
- Arum - fam. Aracées
  - Arum italicum - Arum d'Italie - photo
  - Arum maculatum - Gouet tacheté

- Aruncus - fam. Rosacées
  - Aruncus aethusifolius - photo
  - Aruncus dioicus - photo
    - Aruncus dioicus kneiffii - photo

  - Aruncus sinensis zweiweltenkind - photo

- Arundinaria (Bambou)
  - Arundinaria amabilis
  - Arundinaria anceps
  - Arundinaria argenteostriata
  - Arundinaria atropurpurea
  - Arundinaria auricoma
  - Arundinaria cantori
  - Arundinaria chino
  - Arundinaria disticha
  - Arundinaria fangiana
  - Arundinaria fargesii
  - Arundinaria fortunei
  - Arundinaria funghomii
  - Arundinaria gigantea
  - Arundinaria graminea
  - Arundinaria hindsii
  - Arundinaria japonica
  - Arundinaria jaunsarensis
  - Arundinaria kunishii
  - Arundinaria latifolia
  - Arundinaria linéaris
  - Arundinaria murielae
  - Arundinaria nitida
  - Arundinaria pumila
  - Arundinaria pygmaea
  - Arundinaria ragamowskii
  - Arundinaria simonii
  - Arundinaria tecta

- Arundo - fam. Poacées ou Graminées
  - Arundo plinii - Canne de Pline
  - Arundo donax - Canne de Provence
    - Arundo donax variegata
    - Arundo donax versicolor